# Maribel Cáceres Cabanillas
Maribel Cáceres Cabanillas (Talavera la Real, Badajoz) es una activista por los derechos de las personas con discapacidad intelectual. Es la vicepresidenta de Plena Inclusión desde 2021, siendo la primera persona con discapacidad intelectual con ese cargo en la organización, y está en su junta directiva desde 2018. También fue la primera persona con discapacidad intelectual que, en 2020, se incorporó al comité ejecutivo del CERMI Estatal y fue la primera persona con discapacidad intelectual que intervino en el Senado. También ha sido miembro del Patronato de la Fundación CERMI Mujeres.

## Trayectoria
Maribel Cáceres se incorporó como usuaria de Plena inclusión Montijo cuando era ya mayor de edad. Tiene formación en liderazgo, prevención de delitos de odio, coaching, formación jurídica y de derecho al voto, accesibilidad cognitiva y lectura fácil, entre otros temas. Ha trabajado en la federación Plena inclusión Extremadura, ha sido formadora en proyectos de sensibilización sobre la discapacidad en centros educativos, ha sido operaria en artes decorativas y encargada de un comercio de alimentación.
Desde octubre de 2017, forma parte del GADIR (Grupo de Apoyo a la Dirección formado por personas con discapacidad intelectual) de Plena inclusión España y es miembro del equipo de líderes y la Plataforma estatal de representantes de personas con discapacidad intelectual de Plena inclusión España. Además es la presidenta Asociación de Mujeres con Discapacidad Intelectual de Extremadura AMUDDIS, primera organización de estas características en España.

## Premios y reconocimientos
- Premio Placeat 2023 en la categoría individual.[10]